# Linienbandkeramische Siedlung Niedernstöcken

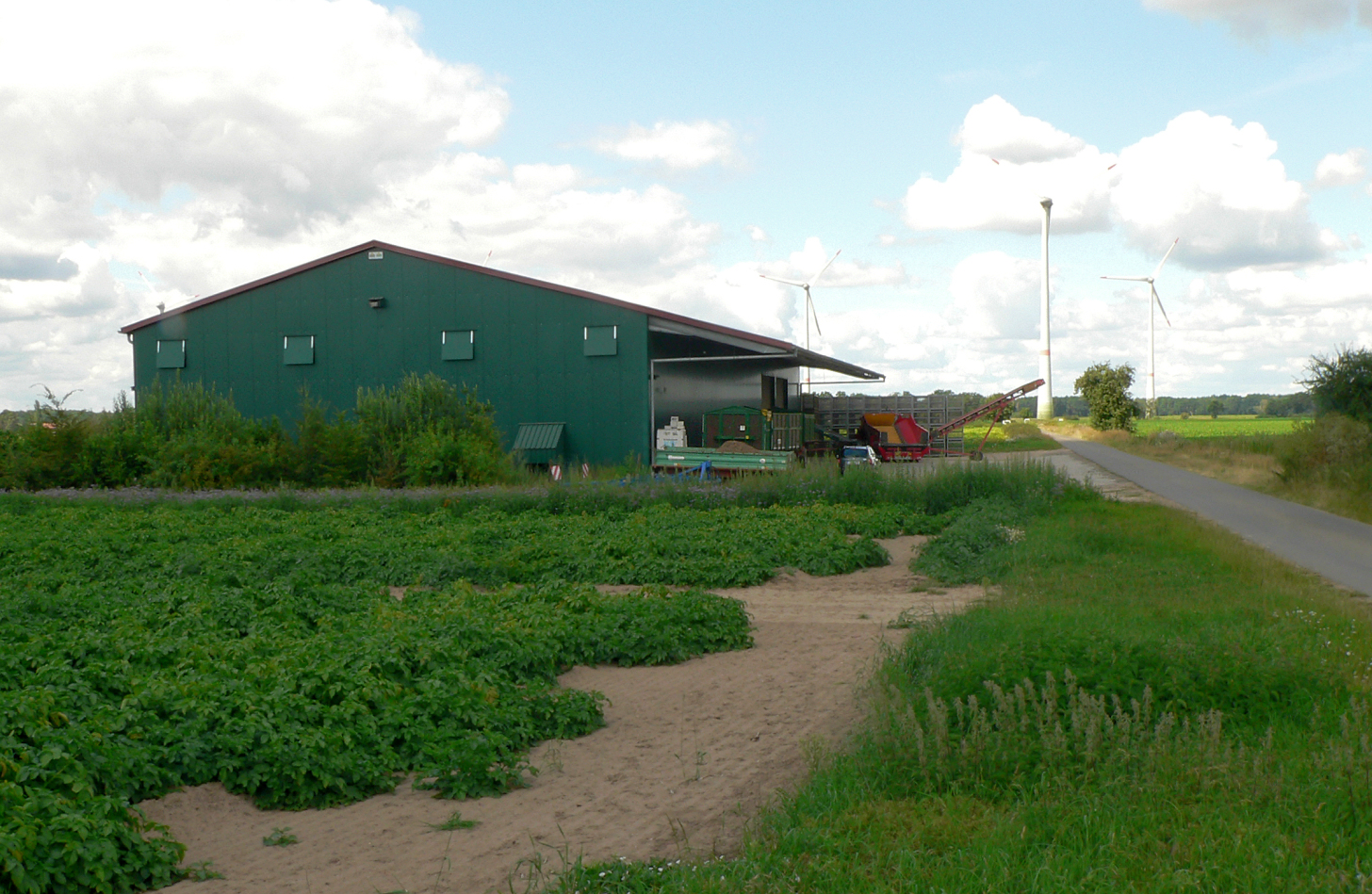
Fundstelle, auf der nach der Ausgrabung eine landwirtschaftliche Halle errichtet wurde

Die Linienbandkeramische Siedlung Niedernstöcken ist ein jungsteinzeitlicher Siedlungsplatz in Niedernstöcken, einem Stadtteil von Neustadt am Rübenberge in Niedersachsen. Die Siedlung aus der Zeit um 5300–5100 v. Chr. wird der Linienbandkeramischen Kultur zugerechnet, die sich als erste bäuerliche Kultur ab ca. 5500 v. Chr. in Mitteleuropa verbreitete. Obwohl die Kultur üblicherweise nur in Gebieten mit fruchtbaren Lössböden vorkommt, findet sie sich in Niedernstöcken in der norddeutschen Tiefebene etwa 50 km nördlich der Lössgrenze.

## Fundstelle
Die Fundstelle liegt auf einer Ackerfläche am nördlichen Ortsrand von Niedernstöcken auf der Niederterrasse der Leine und auf dem westlichen Flussufer. Sie ist vom heutigen Verlauf der Leine rund 1100 Meter und von der Talkante der Flussniederung etwa 300 Meter entfernt.

## Beschreibung
Die Siedlung wurde im Jahr 2015 beim Bau eines landwirtschaftlichen Gebäudes entdeckt. Es erfolgte eine mehrtägige Rettungsgrabung durch ein Grabungsunternehmen. Wegen der besonderen wissenschaftlichen Bedeutung wurde die Untersuchung vom Niedersächsischen Landesamt für Denkmalpflege unterstützt. Zu den Befunden zählten zahlreiche Abfall- und Pfostengruben, die sich in einer Tiefe von 50 cm unter der Erdoberfläche fanden. Hausgrundrisse konnten nicht sicher erkannt werden. Zu den geborgenen Fundstücken gehörten zahlreiche Artefakte aus Feuerstein in Form von rund 200 Silices. Das Inventar entspricht weitgehend dem anderer linienbandkeramischer Fundstellen im Leinetal südlich von Hannover.
Weitere Fundstücke waren drei steinerne Dechsel, ein Spinnwirtel, Schleifsteinfragmente, Brandlehm sowie etwa 700 Teile von linienverzierter Keramik. Die Verzierungen stellen sich als V-förmige Ritzlinien sowie Einstiche und Fingertupfen dar. Die Keramik lässt sich größtenteils der jüngeren Flombornstufe zuordnen, die im Rheinland in die Zeit zwischen 5300 und 5125 v. Chr. datiert wird. Untersuchungen an organischem Material mittels der Radiokarbonmethode bestätigten im Wesentlichen diesen Zeitraum.

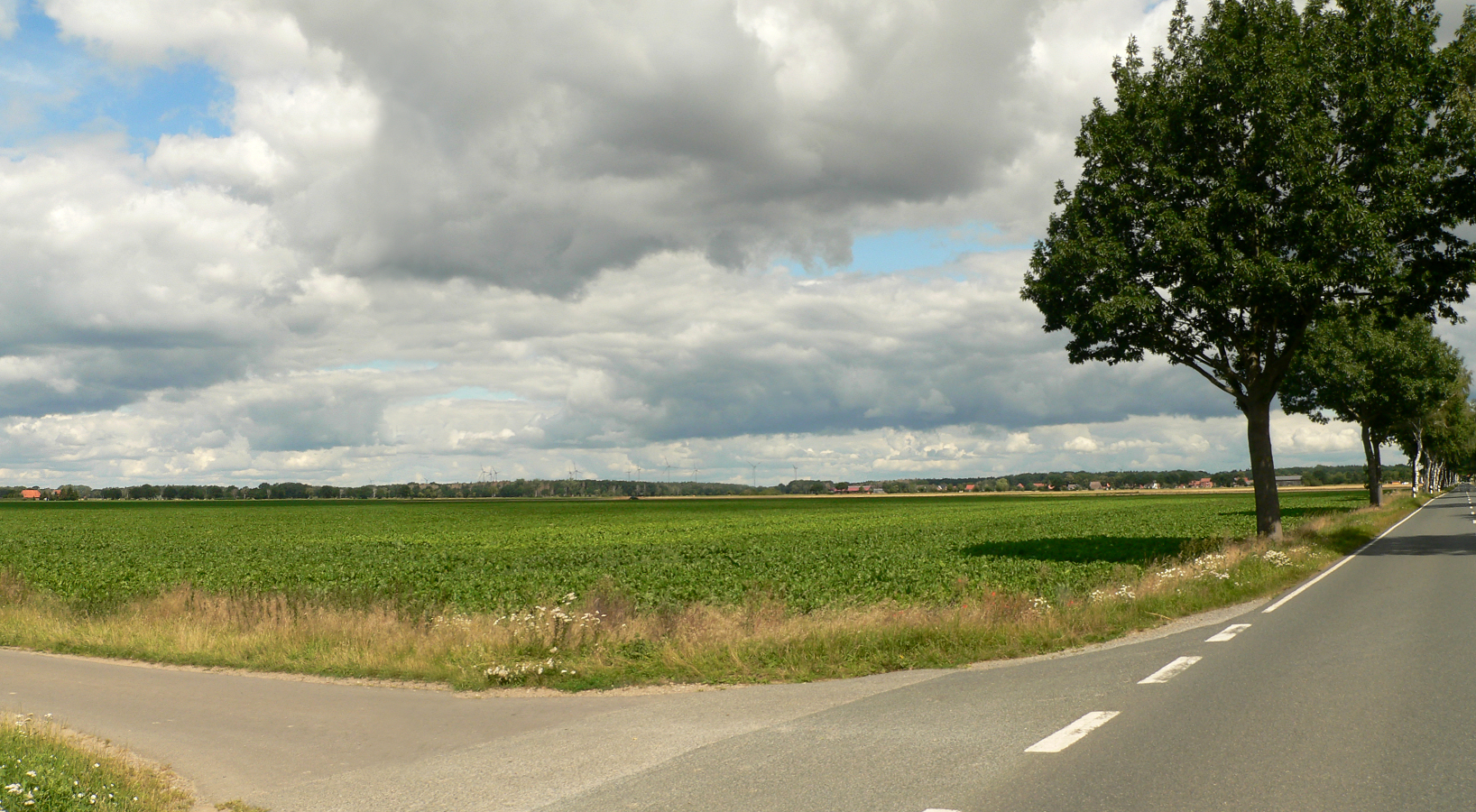
Die Siedlung setzt sich auf dieser angrenzenden Ackerfläche fort

Da bei der Ausgrabung nur ein kleiner Bereich untersucht wurde und im näheren Umfeld mit weiteren Funden zu rechnen war, erfolgte im Anschluss eine geophysikalische Prospektion, die eine Fläche von 5000 m² umfasste. Dabei zeichneten sich im Boden Muster ab, die auf Hausgrundrisse und eine größere Ausdehnung der Siedlung schließen ließen. 2019 nahm das Seminar für Ur- und Frühgeschichte der Universität Göttingen eine geomagnetische Prospektion auf einer Fläche von 24.000 m² vor. Die Ergebnisse deuteten auf eine intensive Besiedlung des Areals mit einer Ausdehnung von über 250 Meter. Dies wurde 2019 auf zwei erfolgversprechenden Flächen durch eine kleinere Ausgrabung untersucht. Dabei wurden Pfostengruben festgestellt und Keramikscherben sowie Dechsel geborgen, die der Zeitstellung des Fundmaterials von 2015 entsprachen.

## Bewertung
Die Siedlung ist die erste bekannte linienbandkeramische Siedlung in Niedersachsen, die in der norddeutschen Tiefebene nördlich der Lösszone des Niedersächsischen Berglandes liegt. Die nächsten gesicherten Siedlungsplätze dieser Kultur finden sich rund 50 km südlich in Sarstedt und in Bründeln. Nach dem heutigen Erkenntnisstand siedelten Linienbandkeramiker ausschließlich auf Lössböden. Die Archäologen nehmen an, dass sie sich auf dem Standort beim heutigen Niedernstöcken niederließen, da er mit seinem Flottsand den Bedingungen in den südlichen Lössgebieten mit guter Bodenbearbeitbarkeit, hoher Fruchtbarkeit und Hochwasserferne entsprach.
Ein heutiges Forschungsdesiderat stellen die Neolithisierungsprozesse im niedersächsischen Tiefland nördlich der Lössgrenze dar. In dem Gebiet hielten sich zur Zeit des Bestehens der Siedlung um 5200 v. Chr. aller Wahrscheinlichkeit nach ebenso spätmesolithische Jäger und Sammlergruppen auf. Dabei stellt sich die Frage nach möglichen Kontakten zwischen Mesolithikern und bandkeramischen Bauern. Forscher empfehlen daher, den Fundplatz Niedernstöcken durch weitere Ausgrabungen näher zu untersuchen.